# John Louis
John Louis (Ipswich, Inglaterra; 14 de junio de 1941 – 5 de abril de 2024) fue un piloto británico de motociclismo de la categoría speedway.

## Carrera

### Equipos
| Periodo   | Equipo                    |
| --------- | ------------------------- |
| 1970–1980 | Ipswich Witches           |
| 1970      | Newport Wasps (cedido)    |
| 1970      | West Ham Hammers (cedido) |
| 1971      | Oxford Cheetahs (cedido)  |
| 1971      | Wembley Lions (cedido)    |
| 1981–1982 | Halifax Dukes             |
| 1983–1984 | King's Lynn Stars         |

### Selección nacional
Participó con el equipo de Inglaterra en 54 ocasiones y representó en cuatro ocasiones a Reino Unido.

## Tras el retiro
Louis luego de retirarse en 1984 pasó a ser promotor del Ipswich Witches, cargo que tuvo hasta el 2019. También fue entrenador del equipo nacional de Inglaterra de 1994 a 1998.

## Logros

### Nacional
- British League (2): 1975, 1976
- British League Knockout Cup (2): 1976, 1978
- British League Pairs Championship (2): 1976, 1977
- British League Division Two Knockout Cup (2): 1970, 1971
- Spring Gold Cup (1): 1976

### Internacional
- Speedway World Team Cup (3): 1972, 1974, 1975
- Speedway World Pairs Championship (1): 1976

## Apariciones en la Copa Mundial

### Individual
- 1972 –  Londres, Wembley Stadium – 5° – 11pts
- 1974 –  Gothenburg, Ullevi – 4° – 9pts
- 1975 –  Londres, Wembley Stadium – 3° – 12pts + 3pts
- 1976 –  Chorzów, Silesian Stadium – 6° – 9pts

### Parejas
- 1975 –  Breslavia, Olympic Stadium (con Peter Collins) – 4° – 20pts (13)
- 1976 –  Eskilstuna, Snälltorpet (con Malcolm Simmons) – Campeón – 27pts (17)

### Equipos
- 1972 –  Olching, Olching Speedwaybahn (con Ivan Mauger / Ray Wilson / Terry Betts) Campeón – 36pts (9)
- 1974 –  Chorzów, Silesian Stadium (con Peter Collins / Malcolm Simmons / Dave Jessup) Campeón – 42pts (12)
- 1975 –  Norden, Motodrom Halbemond (con Malcolm Simmons / Martin Ashby / Peter Collins) – Campeón – 41pts (8)

- La edición de 1972 fue con Reino Unido. Las otras fue con Inglaterra.